# Peter Mayhew
Peter Mayhew (19 tháng 5 năm 1944 - 30 tháng 4 năm 2019) là một nam diễn viên người Anh Quốc. Ông được biết đến qua vai Chewbacca trong loạt phim điện ảnh Star Wars.

## Thời thơ ấu
Mayhew sinh ra và lớn lên tại Barnes, Surrey, Anh Quốc. Ông mắc hội chứng Marfan và từng có thời điểm cao 2,21 m.

## Danh sách phim

### Điện ảnh
| Năm  | Tựa đề                                       | Vai diễn     | Ghi chú                   | Ref.   |
| ---- | -------------------------------------------- | ------------ | ------------------------- | ------ |
| 1977 | Star Wars                                    | Chewbacca    |                           | [ 5 ]  |
| 1977 | Sinbad and the Eye of the Tiger              | Minotaur     | không được ghi danh       | [ 6 ]  |
| 1978 | Terror                                       | The Mechanic |                           | [ 7 ]  |
| 1980 | The Empire Strikes Back                      | Chewbacca    |                           | [ 5 ]  |
| 1982 | Return of the Ewok                           | Chewbacca    | Video                     | [ 8 ]  |
| 1983 | Return of the Jedi                           | Chewbacca    |                           | [ 5 ]  |
| 1987 | Star Tours                                   | Chewbacca    | ngắn; không được ghi danh | [ 9 ]  |
| 2004 | Comic Book: The Movie                        | chính ông    |                           | [ 10 ] |
| 2005 | Star Wars: Episode III – Revenge of the Sith | Chewbacca    |                           | [ 5 ]  |
| 2008 | Yesterday Was a Lie                          | Dead Man     |                           | [ 11 ] |
| 2009 | Fanboys                                      | chính ông    | không được ghi danh       |        |
| 2015 | Star Wars: The Force Awakens                 | Chewbacca    | đồng diễn Joonas Suotamo  |        |
| 2016 | Killer Ink                                   | Uncle Clyde  | vai cuối cùng             |        |

### Truyền hình
| Năm  | Tựa đề                            | Vai diễn        | Ghi chú                                   |
| ---- | --------------------------------- | --------------- | ----------------------------------------- |
| 1977 | Donny & Marie                     | Chewbacca       | Guest                                     |
| 1978 | Star Wars Holiday Special         | Chewbacca       | chương trình TV đặc biệt                  |
| 1980 | The Muppet Show                   | Chewbacca       | Trong tập: "The Stars of Star Wars"       |
| 1981 | Dark Towers                       | The Tall Knight | [ 7 ]                                     |
| 1985 | The Kenny Everett Television Show | nhiều vai       | Trong tập #3.3                            |
| 2004 | Dragon Ball GT: A Hero's Legacy   | Susha (Gettō)   | Voice; English dub; TV special            |
| 2011 | Star Wars: The Clone Wars         | Chewbacca       | Tập phim: "Wookiee Hunt"; Special Thanks  |
| 2011 | Glee                              | Chewbacca       | Tập phim: "Extraordinary Merry Christmas" |
| 2015 | Jimmy Kimmel Live!                | Chewbacca       | Vai diễn khách mời                        |